# Chiesa di Santa Maria a Montefloscoli
La chiesa di Santa Maria a Montefloscoli è un luogo di culto cattolico di Borgo San Lorenzo, in provincia di Firenze, nel territorio dell'arcidiocesi di Firenze.

## Storia e descrizione
La chiesa risale all'XI secolo - XII secolo ed è stata più volte manomessa. L'ultimo restauro ne ha riportato alla luce le strutture originarie, quali l'abside e il paramento murario a filaretto in pietra. All'interno, interessante cappella con altare decorato con maioliche di produzione delle fornaci Chini di Borgo San Lorenzo (1910).
Alla chiesa appartiene un interessantissimo polittico raffigurante la Madonna in gloria che dà il cingolo a san Tommaso tra santi, opera di un pittore fiorentino della fine del XIV secolo, che da questo dipinto ha preso il nome convenzionale di Maestro di Montefloscoli e oggi conservato al Museo di religiosità popolare di Vicchio.